# Jan Bjedrich Fryco

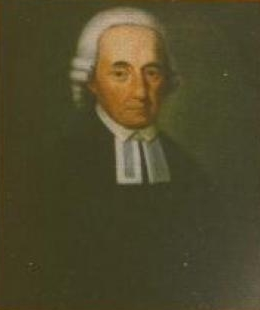
Jan Bjedrich Fryco

Jan Bjedrich Fryco (auch Jan Bjedrich Fryzo, deutsch Johann Friedrich Fritze; * 20. September 1747 in Kolkwitz, Niederlausitz; † 15. Januar 1819 ebenda) war ein niedersorbischer evangelischer Pfarrer. Er übersetzte als erster das Alte Testament in die niedersorbische Sprache.

## Leben
Jan Bjedrich Fryco wurde als Sohn eines Pfarrers in Kolkwitz geboren und war ein Bruder von Pomgajbog Kristalub Fryco. Nach dem Besuch der Gymnasien in Cottbus und Lübben studierte er Evangelische Theologie in Halle/Saale. Dort war er auch als Lehrer an der Schule des Waisenhauses der Franckeschen Stiftungen tätig.
Seit 1769 war er Subdiakon und Rektor der Stadtschule in Vetschau. 1773 wurde er Pfarrer in Kahren, 1778 in Kolkwitz und Gulben. 1791 beendete Fryco die Übersetzung des Alten Testaments ins Niedersorbische, das 1796 im Druck erschien. 1808 ging er in den Ruhestand.

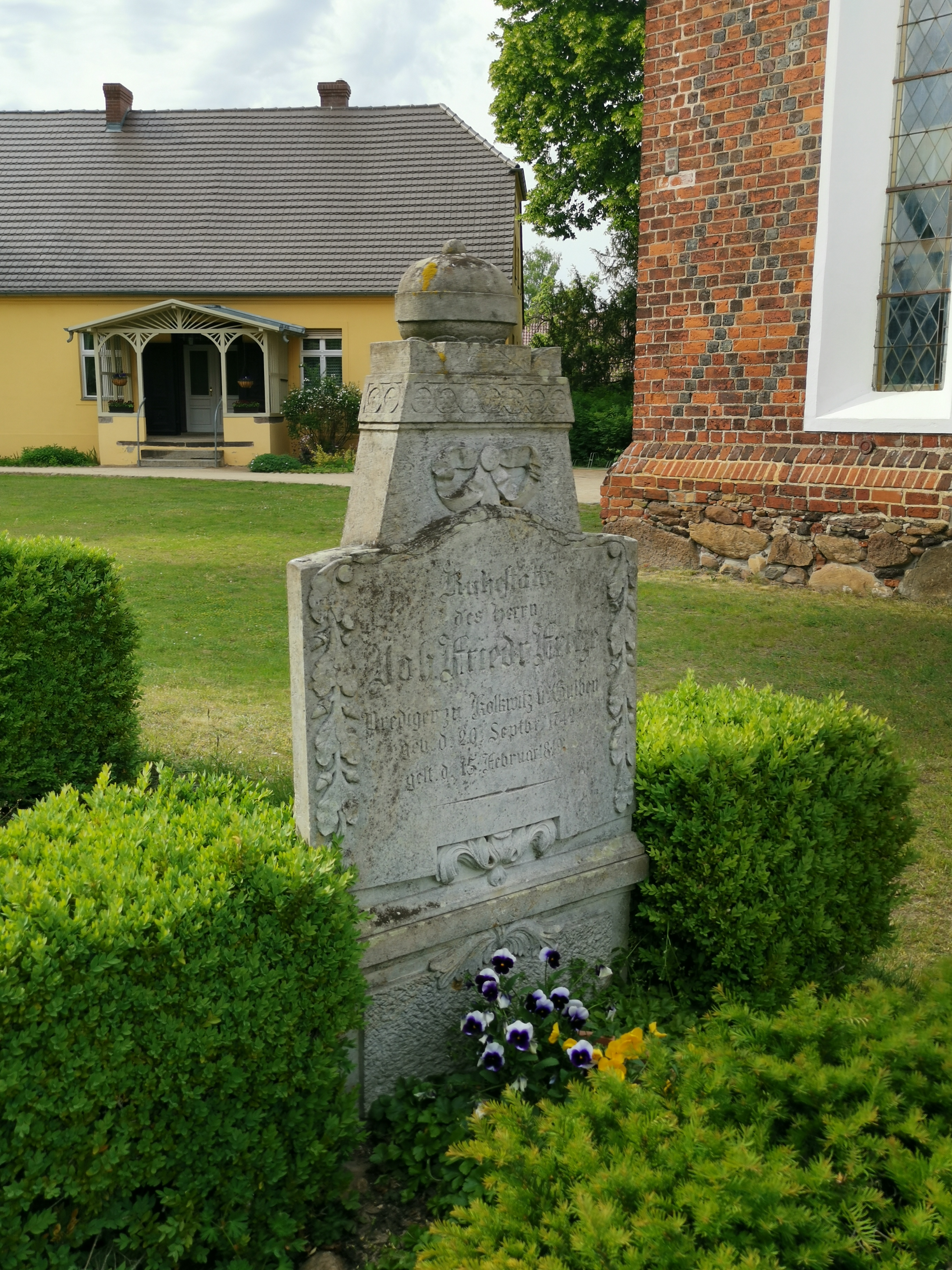
Grabstein

Er ist auf dem Friedhof der Kirche in Kolkwitz begraben, wo ein Grabstein von ihm steht. In der Kirche gibt es eine Ausstellung über sein Leben und Werk (Johann-Friedrich-Fritze-Museum).

## Schriften
- Wendisches/Niedersorbisches Wörterbuch, 1793 (ungedruckt, verschollen)
- Wendische Grammatik, 1793 (ungedruckt, verschollen)
- Bȯz̄e Pißmo Stȧrego Testamenta. Kühn, Cottbus 1796 (Digitalisat; Digitalisat der Handschrift Teil 1, Teil 2)

Daneben verfasste er einige Lieder. Außerdem sind einige Predigten und Briefe von Jan Bjedrich Fryco erhalten.